# Лихма
Лихма́ (рос. Лыхма) — селище у Білоярському районі Ханти-Мансійського автономного округу — Югра Тюменської області, Росія, адміністративний центр та єдиний населений пункт Лихминського сільського поселення.

## Історія
10 березня 2024 року, вночі, відбулася потужна пожежа на газопроводі поблизу селища Лихма. Зарево було на декілька кілометрів від місця події. Горіла територія управління магістральних газопроводів. Пожежа була ліквідована, проте на ліквідацію наслідків піде тривалий час. Раніше поруч із селищем Лихма вже траплявся серйозний інцидент на газопроводі. У травні 2023 року там відбувся вибух, що призвів до смерті двох осіб і травмування трьох інших.

## Населення
Населення — 1327 осіб (2017, 1472 у 2010, 1326 у 2002).
Національний склад станом на 2002 рік: росіяни — 72 %.